# Stadhuis (stacja metra)
Stadhuis – stacja metra w Rotterdamie, położona na linii D (błękitnej) i E (niebieskiej). Została otwarta 9 lutego 1968. Stacja znajduje się pod Coolsingel, w pobliżu Hofplein i Stadhuisplein, bezpośrednio przed ratuszem w Rotterdamu.